# 巴尔塔·卡罗伊
巴尔塔·卡罗伊（Vitéz dálnokfalvi Bartha Károly/ Vitéz Károly Bartha de Dálnokfalva，1884年6月18日—1964年11月22日）是一位匈牙利军官、政客，曾在1938至1942年间担任国防大臣。一战期间，他曾在布达佩斯和的里雅斯特担任过数个要职。1919年，他曾率军与捷克斯洛伐克和罗马尼亚军队交战。匈牙利苏维埃共和国垮台后，巴尔塔加入了霍爾蒂·米克洛什领导的国民军。伊姆雷迪·贝拉后任命巴尔塔为国防大臣，在接下来的数个内阁中，巴尔塔一直担任国防大臣，直到1942年9月24日为止。
巴尔塔在任期间，发生了很多大事件：第一次維也納仲裁裁決和第二次維也納仲裁裁決、匈牙利占领巴奇卡地区以及普雷克穆列地区、轰炸卡萨以及匈牙利加入二战（1941年）。由于政府内阁都持亲德立场，霍爾蒂·米克洛什決定解散内阁。巴尔塔因而卸任國防大臣。
巴尔塔在退休后确实还参加过政治或军事活动。战后，匈牙利人民法庭判决他对匈牙利参加二战负有责任。他的军衔被军事法庭降级，后来还被匈牙利国防军开除。共产党在匈牙利掌权后，巴尔塔因不堪警察骚扰而移民委内瑞拉，在那里成了一名铁路建设工程师。1964年，他在作客奥地利林茨期间去世。